# Go to Town
Go to Town è un singolo della rapper statunitense Doja Cat, pubblicato il 9 marzo 2018 come primo estratto dal primo album in studio Amala.